# John Clipperton
John Clipperton (Great Yarmouth, Norfolk, 1676 -  Galway, Irlanda, junio de 1722) fue un marino, pirata y corsario inglés que atacó especialmente las posesiones españolas en el Nuevo Mundo durante el siglo XVIII. Su primera expedición al Pacífico fue la de William Dampier de 1703. Más tarde, en 1719, organizó un segundo viaje al Pacífico, capturando al Marqués de Villa-Rocha y su familia. Regresó a Irlanda en 1722 y murió al poco de llegar.

## Véase también

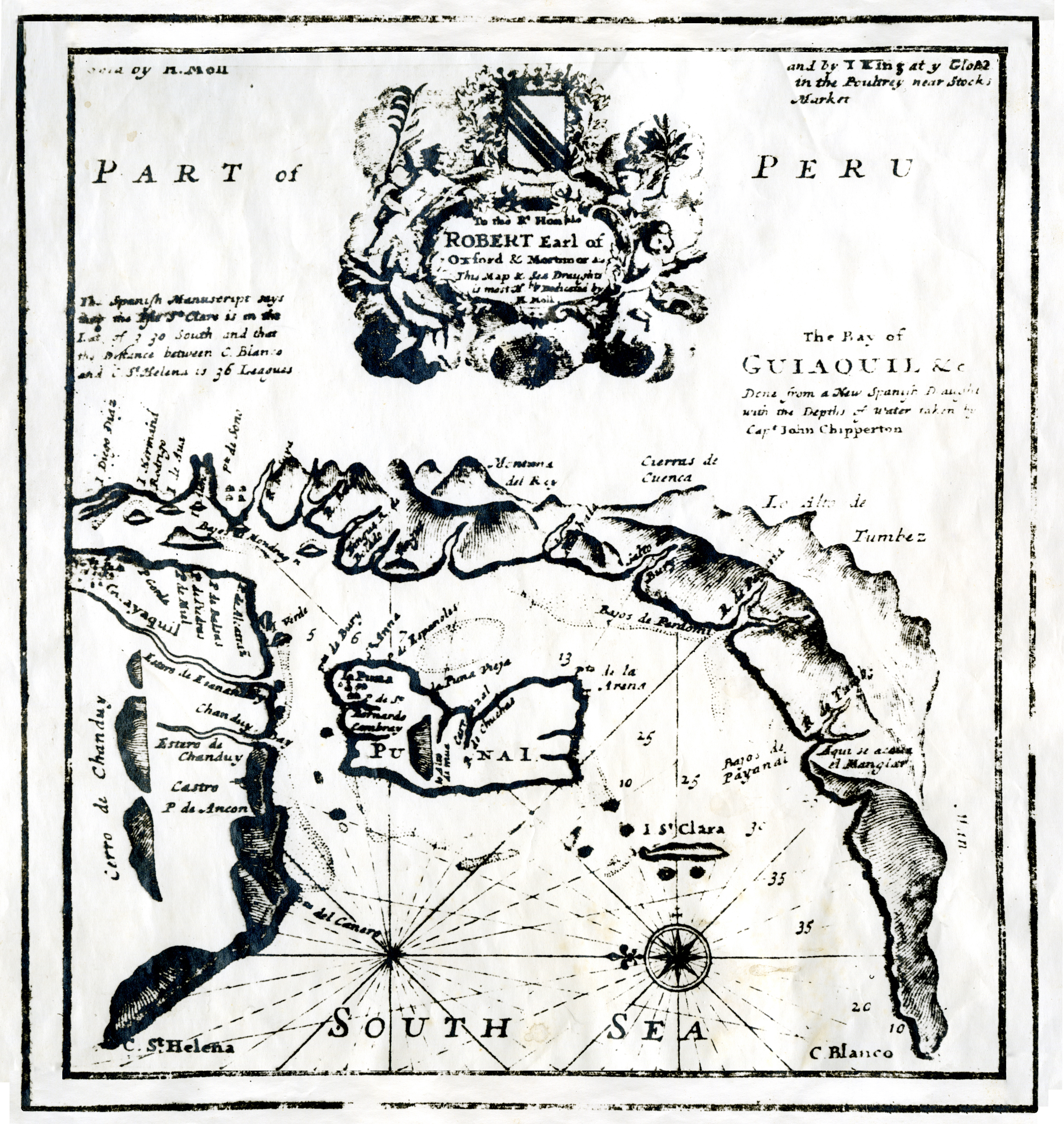
Bahía del Corregimiento de Guayaquil vista por John Clipperton, cuya publicación está dedicada al conde inglés Robert de Oxford.